# Mitacq
Michel Tacq (Ukkel, 10 juni 1927 – 22 mei 1994), pseudoniemen Mitak en MiTacq, was een Belgische striptekenaar en -scenarist. Tacq groeide op in Farciennes en Brussel.
Al van jongs af was hij een enthousiast lid van de scouts, een beweging die van grote invloed was op zijn hele oeuvre. Bij de scouts van Saint Alène (bij Brussel) kreeg hij de totemnaam Toekan.
Zijn eerste strips maakte hij al op zestienjarige leeftijd onder het pseudoniem Mitak voor het tijdschrift van de scoutsbeweging. De verhalen verschenen ook in albumvorm bij José Henin en uitgeverij De Beiaard onder de titel Tam Tam. Zijn bekendste reeks is echter De Beverpatroelje, waarvan het eerste verhaal in 1953 verscheen bij Dupuis en waarin, niet verwonderlijk, de avonturen van een groepje verkenners worden beschreven. De meeste scenario’s in de reeks zijn van Jean-Michel Charlier, maar vanaf 1980, toen Charlier het te druk kreeg met andere reeksen, schreef Mitacq ze zelf. Hij werkte aan de reeks tot aan zijn dood in 1994.
Andere reeksen van zijn hand zijn Joris Jasper (Jacques Le Gall), een reeks die verscheen in het tijdschrift Pilote, ook naar een scenario van Charlier, en Stany Derval, waaraan verschillende scenaristen meewerkten. Deze reeks verscheen van 1968 tot 1979 in het tijdschrift Robbedoes. Voor dit blad illustreerde hij ook verschillende van “De verhalen van Oom Wim”.